# No Border hálózat
A Határok nélkül hálózat angolul No Border Network vagy No Borders Network, egy olyan civil szervezetekből álló nemzetközi, szélső baloldali szervezet, mely Nyugat-Közép-és Kelet-Európában található, független csoportok "laza" szövetségéből áll.
A Határok nélkül szervezet támogatja az országok közötti migrációt, illetve az emberek, országok közötti szabad mozgásának elvét, valamint ellenzi a migráció ellenőrzését, korlátozását. A korlátozások ellen különféle akciókat szervez.  A Határok nélkül hálózat tevékenysége közé tartozik a nemzetközi határokon létesült táborok tevékenységeinek koordinálása, tiltakozó akciók, kampányok szervezése.
A nyugat-európai hálózat ellenzi, a véleményük szerint egyre inkább korlátozó európai menekültügyi és bevándorlás-politikát, továbbá célja, hogy a gazdasági bevándorlók és a menekültek között szövetség jöjjön létre. Közös szlogenként a "Nincs határ, nincs nemzet, legyen vége a deportálásoknak!", és a "Senki sem illegális" szlogeneket használják.
A Nincs Határ Hálózatot 1999-ben jött létre, a weblapja 2000 óta üzemel. A szervezet állítása szerint, 11 városban létezik helyi csoportjuk.

## Nincs határ táborok
A Nincs Határ hálózathoz tartozó csoportok, számos migránsokkal kapcsolatos, vagy migránstáborok közelében zajló tiltakozás megszervezésében vettek részt. Ilyenek voltak a "Nincs határ tábor"nak, vagy időnként "Határ táborok"nak nevezett tiltakozások, többek között Strasbourgban, Franciaországban 2002-ben, Frassanitoban, Olaszországban 2003-ban, Kölnben 2003-ban és 2012-ben, A Gatwick repülőtéren 2007-ben, Az Egyesült Királyságban, Görögországban (Patrasban), Törökországban (Dikiliben) 2008-ban, Franciaországban a Calaisnál 2009-ben, és 2015-ben, Görögországban (Leszboszon), 2009-ben, Belgiumban 2010-ben, Bulgáriában 2011-ben,Stockholmban 2012-ben, Rotterdamban 2013-ban, és Ventimigliában 2015-ben.

## Tevékenysége

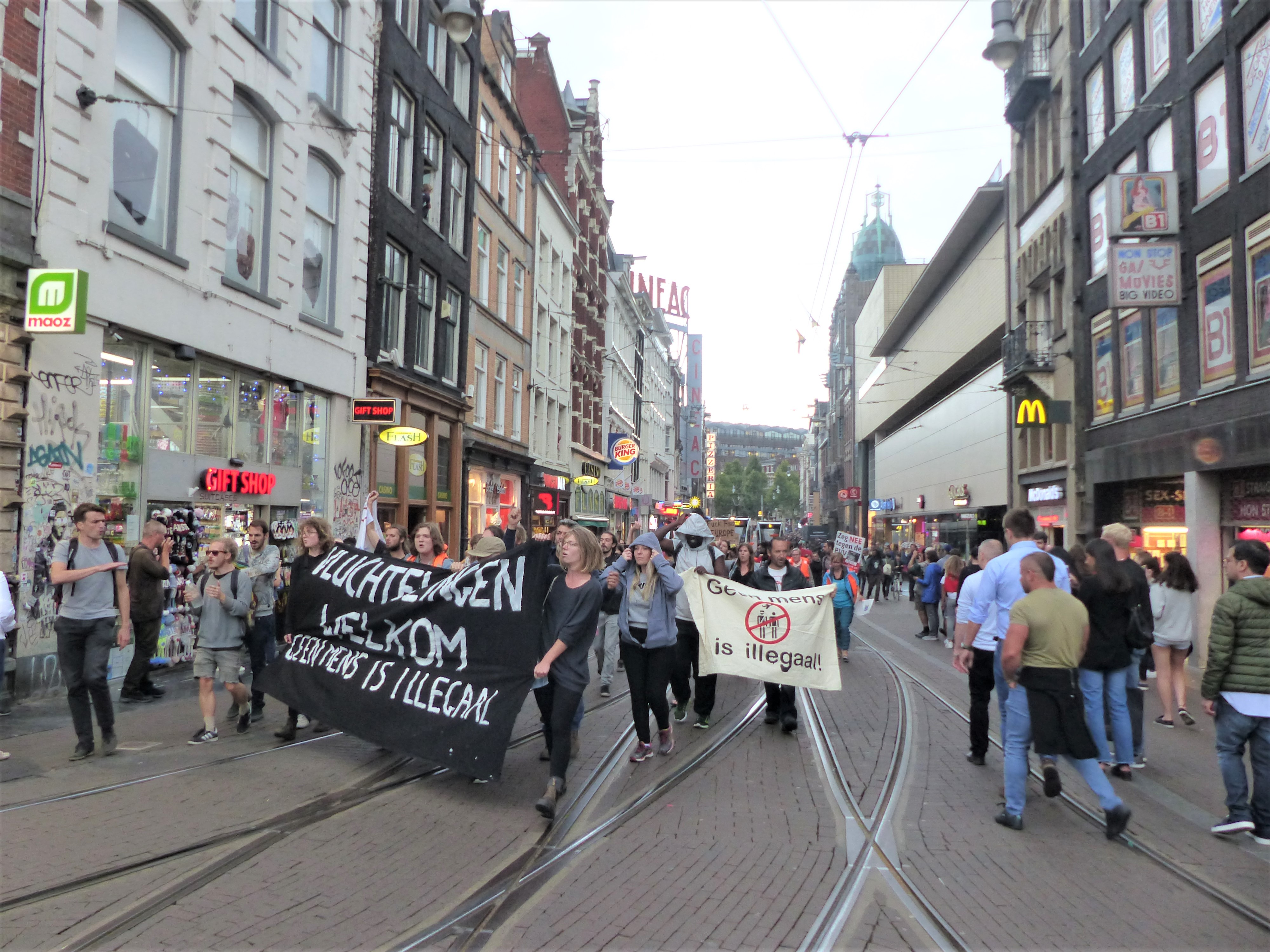
No Border tüntetés

2007 December 18-án az ENSZ Nemzetközi Migráns Nappal egy időben, a szervezet egy összehangolt blokádot szervezett az Egyesült Királyság Határ és bevándorlási Ügynökség (UK Border Agency) irodáival szemben Bristolban, Portsmouthban, Newcastleben, valamint Glasgowban, annak érdekében, hogy megakadályozzák a bevándorlási tisztek hajnali rajtaütését. Az ehhez hasonló tevékenységet több alkalommal is megismételték szerte az Egyesült Királyságban.
2008 október 24-én, Phil Woolas, az Egyesült Királyság határvédelmi és bevándorlási miniszterét "pitézték meg" (dobálták meg pitével) a No Border aktivisták a népesség-szabályozásról szóló beszédét követően.
2010 februárjában az egyesült királysági és franciaországi Határok nélkül csoport, "Kronstadt Hangar" néven egy nagy migráns ellátó központot nyitott Calaisban, az oda érkező migránsok számára.
2015-ben A francia hatóságok állítása szerint  a No Border aktivisták provokálták ki a migránstábor lázadásait.
2016-ban a calaisi hatóságok azzal vádolták az általuk "extrémista aktivistáknak" nevezett személyeket, köztük a Határok nélkül csoport aktivistáit is, hogy ideológiájuk egy anarchista ideológia, amely gyűlölethez vezet a törvények, határok, és azok képviselői ellen, valamint zaklatásara és erőszakra bátorít, a francia rendőrséggel, és szociális munkásokkal szemben a Calais dzsungel nevezetű migráns táborban. Továbbá, véleményük szerint manipulálják, és félrevezetik azokat a migránsokat akik ott tartózkodnak.

### Társszervezetei
A No Border egyik társszervezete a Welcome to Europe nevű civil szervezet, amely olyan szórólapokat készít és terjeszt, melyek a Magyar Idők napilapban megjelent állítások szerint, arra hívja fel a határokon illegális módon átkelő, vagy átkelni szándékozó bevándorlók figyelmét, hogy hogyan lehet kijátszani a hatóságokat.

## Finanszírozása
Civil szervezetként a No Border szervezet, tevékenységének költségeit adományokból finanszírozza. A Magyar Idők napilap információi szerint a szervezetet Soros György pénzeli. (A maga részéről ezt a Nyílt Társadalom Alapítvány (Open Society Foundations, OSF) tagadja.)

## Fordítás
- Ez a szócikk részben vagy egészben a No Border network című angol Wikipédia-szócikk fordításán alapul.  Az eredeti cikk szerkesztőit annak laptörténete sorolja fel. Ez a jelzés csupán a megfogalmazás eredetét és a szerzői jogokat jelzi, nem szolgál a cikkben szereplő információk forrásmegjelöléseként.